# Adams (cràter)
El cràter Adams és un cràter d'impacte lunar que està localitzat en una secció accidentada al sud-est de la Lluna, prop del limbe lunar. Es troba al sud-oest del cràter Legendre. Al nord-oest estan els cràters Hase i Petavius, i al sud-oest està el cràter Furnerius.
La vora d'Adams té una forma circular però alguna cosa desgastat pels cràters d'impacte existents. Hi ha una protuberància al final de la paret del sud. El pis és regular, sense protuberàncies significants i solament petits cràters.
Al sud-oest del cràter Adams hi ha un sistema d'esquerdes denominades Rimae Hase. L'esquerda més llarga segueix un curs cap al sud-est.

## Cràters satèl·lit
Per convenció aquestes característiques s'identifiquen en els mapes lunars localitzant la lletra en el punt mitjà de la vora del cràter que està més prop del cràter Adams.
| Adams | Latitud | Longitud | Diàmetre |
| ----- | ------- | -------- | -------- |
| B     | 31.5° S | 65.6° E  | 28 km    |
| C     | 32.3° S | 65.5° E  | 10 km    |
| D     | 32.5° S | 71.6° E  | 42 km    |
| M     | 34.8° S | 69.2° E  | 24 km    |
| P     | 35.2° S | 71.0° E  | 24 km    |